# Red Ball Express

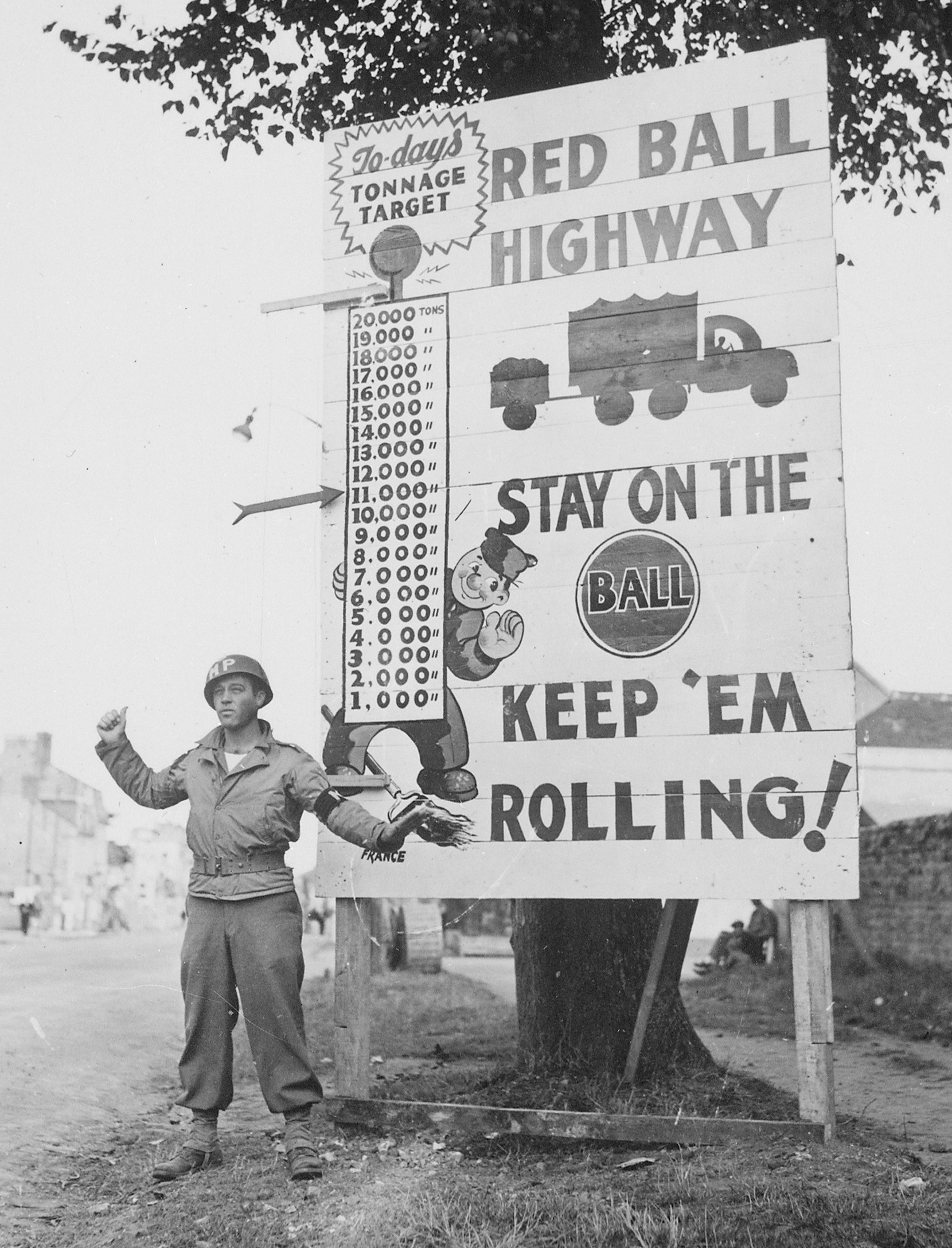
Żandarm kierujący konwojem w okolicach Alençon we Francji

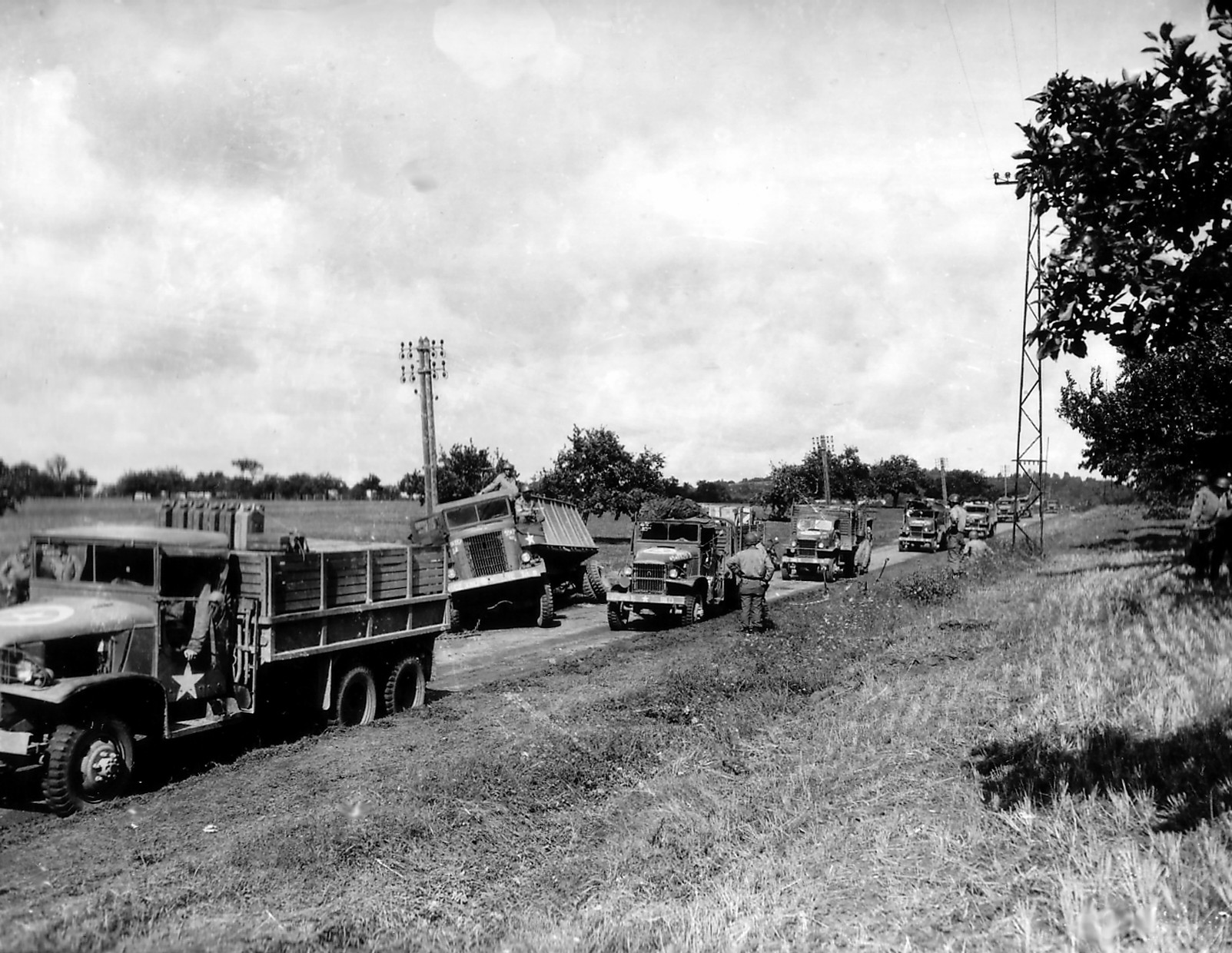
Konwój Red Ball Express we Francji

Red Ball Express – jedna z największych operacji logistycznych w czasie II wojny światowej, system konwojów drogowych dostarczających zaopatrzenie walczącym wojskom alianckim. Nazwa Red Ball (czerwona kula) została zapożyczona ze słownika amerykańskiej kolei, gdzie oznaczono nią przesyłki priorytetowe.

## Historia
Po lądowaniu wojsk alianckich w Normandii 6 czerwca 1944 (D-Day) rozpoczęła się ofensywa przeciwko siłom nazistowskich Niemiec, której celem było ostateczne zwycięstwo nad hitlerowską III Rzeszą. W czasie przygotowywania operacji lądowania w Normandii lotnictwo aliantów przeprowadziło serie nalotów na linie kolejowe oraz kolejowe węzły przeładunkowe na terenie całej Francji. Naloty miały na celu zniszczenie zaplecza transportowego, którym Niemcy mogliby w sprawny sposób przemieszczać swoje wojska w celu odparcia posuwającej się ofensywy aliantów.
Jednakże z drugiej strony po wylądowaniu we Francji wojska inwazyjnie także nie mogły korzystać ze zniszczonych w fazie poprzedzającej lądowanie linii kolejowych, a szybko posuwające się w głąb lądu dywizje, wyzwalając Francję spod okupacji hitlerowskiej, potrzebowały coraz większej ilości paliwa, amunicji i żywności. Przy tym z dnia na dzień wydłużały się odległości dla całego taboru logistycznego.
Pozostawała więc tylko jedna możliwość – realizowanie bieżącego zaopatrywania walczącej armii drogami przez Francję. A było co zaopatrywać, gdyż bojowy marsz przez Francję prowadziło w tym czasie już 28 alianckich dywizji. W operacjach ofensywnych każda z dywizji potrzebowała dziennie 700–750 ton materiałów, czyli łącznie była to wielkość 20 tysięcy ton dla walczących wojsk dziennie.
W celu dostarczania niezbędnych materiałów dla walczących dywizji stworzony został most drogowy – operacja o nazwie Red Ball Express, którą nadzorował pułkownik Loren Albert Ayers, zwany przez swoich podwładnych jako „Little Patton” („Mały Patton”). W momencie największej koncentracji transportu w akcji brało udział dziennie prawie 6000 samochodów. 5985 wozów w ciągu doby przewoziło dziennie 12,5 tysiąca ton towarów. Aby zapewnić płynny ruch, wyodrębnione zostały dwie drogi dojazdowe do bazy logistycznej w Chartres z portu Cherbourg (jedyny niezniszczony port na terenie Francji, jaki w tym czasie pozostawał pod kontrolą aliantów). Drogą północną samochody dowoziły towary, południową zaś wracały puste po następne ładunki – drogi były zamknięte dla ruchu cywilnego. Dozwolone było poruszać się grupami po nie mniej niż 5 ciężarówek ze względu na niebezpieczeństwo ataku z powietrza przez Luftwaffe. Z przodu i z tyłu konwój eskortowały jeepy – po jednym. Każdym samochodem jeździło po dwóch kierowców, a mimo to główną dolegliwością kierowców pozostawał brak snu. Brakowało też wystarczającej ilości kierowców dla tak wielkiej ilości ciężarówek – 75% z nich stanowili Afroamerykanie, którzy ze względu na panujący w armii rasizm nie byli wcielani do innych jednostek bojowych.
Operacja trwała przez okres około trzech miesięcy, począwszy od 25 sierpnia do 16 listopada 1944, gdy uruchomione zostały urządzenia portowe w belgijskiej Antwerpii.